# Émile Georget

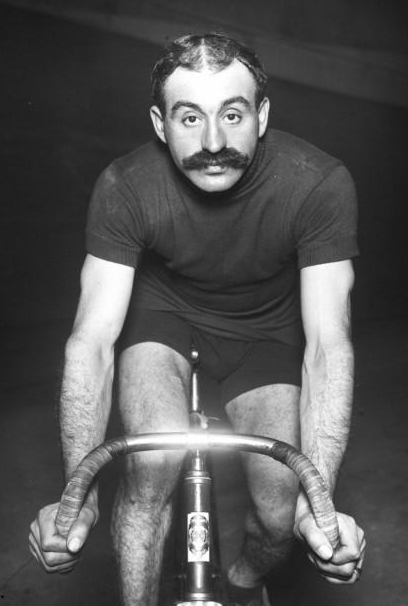
Émile Georget (1912)

Émile Georget (* 21. November 1881 in Bossay-sur-Claise; † 16. April 1960 in Châtellerault) war ein französischer Radrennfahrer.

## Sportliche Laufbahn
Émile Georget war einer der erfolgreichsten französischen Radrennfahrer vor dem Ersten Weltkrieg. 1910 wurde er Französischer Meister im Straßenrennen, 1910 und 1912 gewann er Bordeaux–Paris (zweimal wurde er Dritter) und 1911 Paris–Brest–Paris.
Neunmal startete Georget bei der Tour de France, fünfmal konnte er sich in der Gesamtwertung unter den ersten Zehn platzieren: 1905 wurde er Vierter, 1906 Fünfter, 1907 und 1911 Dritter sowie 1914 Sechster. Er war der erste Fahrer, der 1911 den legendären Aufstieg zum Col du Galibier für sich entschied.
Bei der Tour 1906 konnte sich Émile Georget vor seinem älteren Bruder Léon Georget platzieren, der Achter wurde, und mit dem zusammen er 1906 das Sechstagerennen von Toulouse gewann. Im selben Jahr gewannen die beiden Brüder gemeinsam ein 24-Stunden-Rennen in Brüssel, und 1907 belegten die Georgets Platz drei beim Sechstagerennen von New York.

## Familiäres
Sein Sohn Pierre Georget wurde ebenfalls Radrennfahrer und war vor allem im Bahnradsport aktiv.

## Ehrungen
In seinem Wohnort Châtellerault wurde eine Straße nach Émile Georget benannt. Zudem wird dort das Rennen „La Ronde Châtelleraudaise Émile-Georget-Cyclosportive“ ausgetragen.